# Bataille d'Albuquerque
Guerre de Sécession
Batailles
Campagne du Nouveau-Mexique
- Valverde
- Glorieta Pass
- Albuquerque
- Peralta

La bataille d'Albuquerque est une bataille mineure de la guerre de Sécession qui s'est déroulée les 8 et 9 avril 1862 entre l'armée du Nouveau-Mexique commandée  par le général Henry Hopkins Sibley et l'armée de l'Union sous le commandement de Edward R. S. Canby.

## Bataille
Après la bataille de Glorieta Pass, les confédérés se retirent du territoire du Nouveau-Mexique. Le 8 avril 161, les 4th, 5th et 7th Texas Mounted Volunteers du général Sibley occupent Albuquerque pour la deuxième fois alors qu'ils retraitent vers le sud-est du Texas. Le colonel Canby met en mouvement son armée à partir de fort Craig pour déterminer la force des confédérés à Albuquerque.
L'artillerie de Canby ouvre le feu à longue portée à partir de la limite de la ville pendant deux jours. L'artillerie de l'Union cesse le feu lorsqu'un citoyen de la ville informe Canby que les confédérés ne permettent pas aux habitants de se mettre à l'abri. Canby pense qu'il a accompli sa mission ; il sait que les confédérés veulent encore opposer de la résistance. La démonstration de l'Union a aussi obligé le colonel Tom Green à sortir à la hâte de Santa Fe pour aller aider Sibley, espérant mener une contre-attaque dans la matinée. Avec la couverture de l'obscurité, les forces de Canby se retirent sans que les rebelles ne s'en aperçoivent.
Manquent de ressources pour capturer une grande force, Canby espère que les confédérés concentreront leurs forces et sortiront du Nouveau-Mexique en un seul ensemble. Les rebelles mettent effectivement fin à leur occupation d'Albuquerque quelques jours plus tard le 12 avril 1862.  Sibley laisse en arrière les malades et les blessés avec huit canons de montagne enterrés au bord de la ville.